# Surya Saputra
Surya Saputra (ur. 5 lipca 1975 w Dżakarcie) – indonezyjski aktor i wokalista.
Debiutował w filmie Sejuta Serat Sutra z 1981 r. Był członkiem grupy muzycznej Cool Colors, z którą wydał album w 1995 r. Za grę aktorską w filmie Arisan! z 2003 r. otrzymał nagrodę Citra (Festival Film Indonesia) w kategorii najlepszy aktor drugoplanowy.
Zagrał także w filmach: Gie (2004), Janji Joni (2005), Ayat-Ayat Cinta (2007), Ayah, Mengapa Aku Berbeda? (2011), Pocong The Origin (2019).
Do 2005 r. był żonaty z piosenkarką Dewi Sandrą.